# Henryk Iwaniec
Henryk Iwaniec (né en 1947) est un mathématicien polonais et américain, professeur à l'université Rutgers depuis 1987.

## Biographie
Iwaniec a étudié à l'université de Varsovie, où il a obtenu son doctorat en 1972 sous la direction de Andrzej Schinzel. Il a ensuite exercé à l'Institut de mathématiques de l'Académie polonaise des sciences jusqu'en 1983, année où il quitta la Pologne. Il tint des postes temporaires à l'Institute for Advanced Study, l'université du Michigan et à l'université du Colorado à Boulder. Il devint ensuite professeur de mathématiques à l'université Rutgers. Il est à la fois citoyen de la Pologne et des États-Unis.
Il est le frère jumeau du mathématicien Tadeusz Iwaniec (de).

## Travaux
Iwaniec étudie à la fois les méthodes de crible et les techniques avancées d'analyse complexe, et plus spécialement la théorie des formes automorphes et l'analyse harmonique sur les surfaces hyperboliques.
En 1997, Iwaniec et John Friedlander ont donné un asymptotique pour le nombre de nombres premiers de la forme a2 + b4 et inférieurs à une borne donnée, un résultat d'autant plus éclatant que leur preuve s'appuie sur une extension des méthodes de crible. Des résultats de ce type étant jusqu'alors considérés comme hors de portée : par exemple, les méthodes de crible usuelles ne permettent pas de distinguer les nombres premiers des nombres semi-premiers.

## Prix et distinctions
En 2001, Iwaniec obtint le septième prix Ostrowski.
Iwaniec reçut le quatorzième prix Frank Nelson Cole en théorie des nombres en 2002. Il reçut le prix Leroy P. Steele pour « vulgarisation mathématique » en 2011. Il devint en 2012 membre de la Société mathématique américaine.

## Publications
- H. Iwaniec, Topics in Classical Automorphic Forms, Providence, AMS, 1997, 259 p. (ISBN 978-0-8218-0777-4, lire en ligne)
- H. Iwaniec, Spectral Methods of Automorphic Forms, Providence, AMS, 2002, 2e éd., 220 p. (ISBN 978-0-8218-3160-1, lire en ligne)
- H. Iwaniec et E. Kowalski (de), Analytic Number Theory, Providence, AMS, 2004, 615 p. (ISBN 978-0-8218-3633-0, lire en ligne)
- H. Iwaniec, J. B. Friedlander, D. R. Heath-Brown et J. Kaczorowski, Analytic Number Theory : Lectures Given at the C.I.M.E. Summer School Held in Cetraro, Italy, July 11–18, 2002, Berlin, Springer, 2006, 212 p. (ISBN 978-3-540-36363-7, lire en ligne)
- H. Iwaniec et J. B. Friedlander, Opera de Cribro, Providence, AMS, 2010, 527 p. (ISBN 978-0-8218-4970-5, lire en ligne)